# Псевдоуридин
Псевдоуриди́н (сокращённо обозначается греческой буквой Ψ) — C-гликозид, изомер нуклеозида уридина. Это наиболее часто встречающееся модифицированное основание из более чем сотни различных модифицированных оснований, которые встречаются в РНК. Псевдоуридин встречается во всех видах и многих классах РНК. Он синтезируется ферментом псевдоуридинсинтазой, который посттранскрипционно изомеризует определённые остатки уридина в РНК. Такой процесс называют псевдоуридинилирование.

Синтез псевдоуридина из уридина при помощи псевдоуридинсинтазы

Широко распространён в тРНК, где находится в комплексе с тимидином и цитозином в так называемом TΨC-плече. Относится к консервативной, инвариантной части тРНК. Функция псевдоуридина в РНК остаётся неясной, но как предполагают, он играет роль во взаимодействии с аминоацилтрансферазами и, следовательно, в инициации трансляции. Недавние исследования показали, что он, возможно, обеспечивает защиту от радиации.
|  |  |